# Mariano Cárdenas
Mariano Cárdenas fue un político peruano. 
Fue elegido senador suplente por el departamento del Cusco en 1896 durante el mandato del presidente Nicolás de Piérola en el inicio de la República Aristocrática.